# Michel Plasson

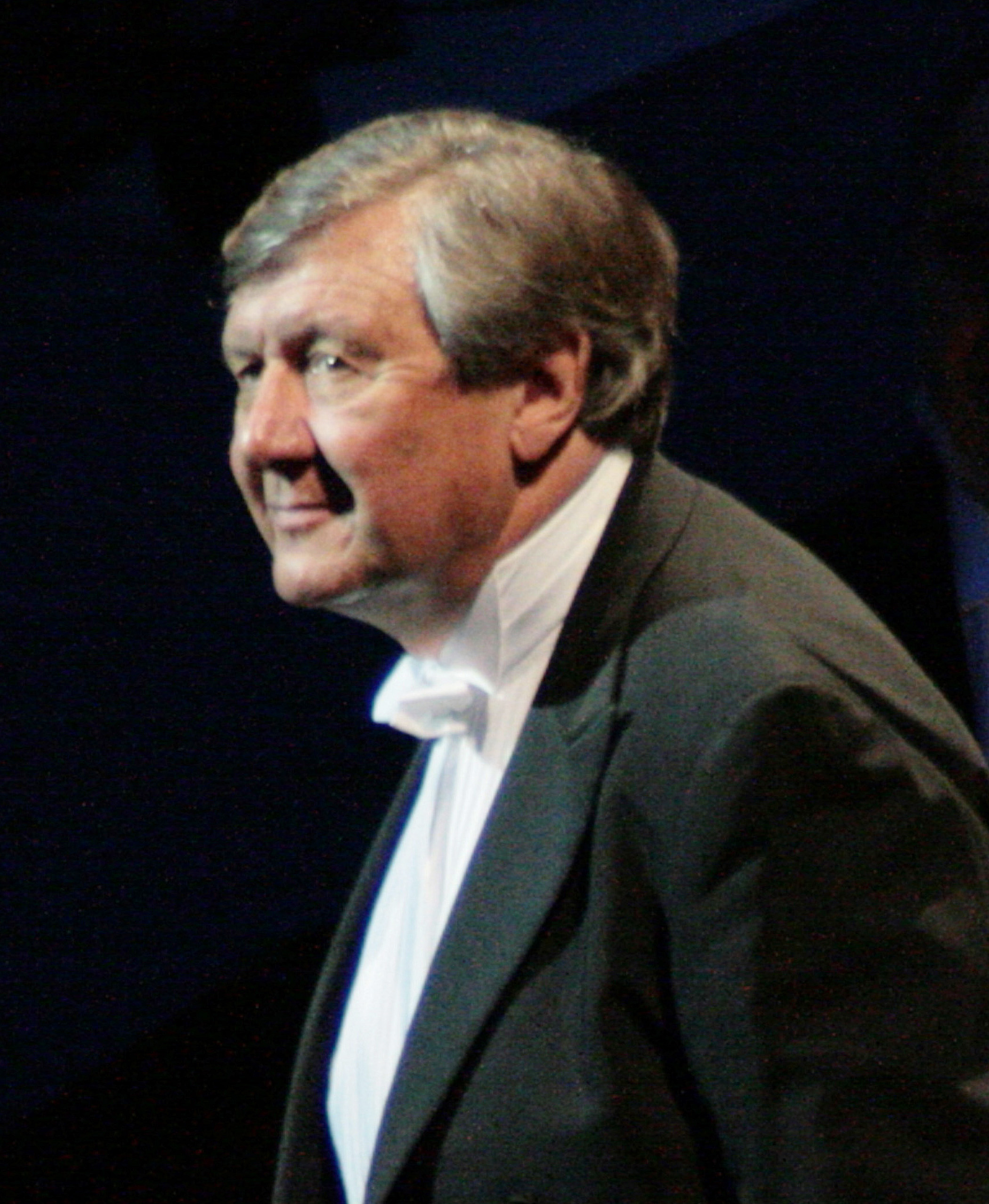
Michel Plasson („Chorégies d'Orange“, 2008.)

Michel Plasson (París, 2 de octubre de 1933) es un director de orquesta francés.

## Trayectoria
Estudia con Lazare Lévy en el Conservatorio de París. Hasta 1958, se le puede escuchar como batería en el Europeo (ubicado rue Biot en París) y en otros clubes y cabarets (participó en grabaciones con Édith Piaf) y en el foso de la orquesta de Jo Ricotta cuando cantaba Roger Nicolas.
Después de ganar el primer premio en el Concurso de Besançon en 1962, Michel Plasson se fue a los EE. UU. por el consejo de Charles Munch. Perfeccionó su técnica con Erich Leinsdorf, Pierre Monteux y Leopold Stokowski antes de volver a Francia en 1965. Fue director musical de la ciudad de Metz durante tres años antes de trasladarse a Toulouse en 1968, para dirigir la Orquesta del Capitolio, que ayudó a elevar a nivel internacional. Desde principios de los años 90, Michel Plasson también trabaja regularmente con la Filarmónica de Dresde de la que fue el director titular por un periodo de siete años.
Solicitado por las principales orquestas y teatros de ópera en Europa, los EE. UU., China y Japón, Michel Plasson está viviendo la música que ama, especialmente la música francesa de la que es uno de los apóstoles eminentes. En las últimas temporadas, fue invitado a la ópera de Shanghái con Carmen de Georges Bizet; al Teatro Massimo de Palermo para Manon de Jules Massenet y Fausto de Charles Gounod; al Teatro de la Maestranza de Sevilla por Werther de Massenet y Romeo y Julieta de Gounod; al Teatro Real de Parma con La condenación de Fausto de Hector Berlioz, a la Opera de Zúrich, con El Cid de Massenet; a la ópera de Pekín para El rey de Ys de Édouard Lalo; al Chorégies de Orange para Carmen y Fausto; el Mégaron Atenas para Thais de Massenet, etc. Durante la temporada 2010-2011 Michel Plasson interpreta Werther en la Opera Bastille y La Damnation de Faust en Tokio.
Michel Plasson también dirige otras orquestas como invitado: en Francia, la Orquesta de París, la Orquesta de la Opera de Niza; en Europa, las principales orquestas españolas, entre ellas Barcelona, Madrid, Valencia, Sevilla y Las Palmas, y la Orquesta Filarmónica de Róterdam, las orquestas más importantes de Italia, la Orquesta de la Suisse Romande, Orquesta de Suiza Italiana en Lugano. Actúa periódicamente con la Orquesta Sinfónica Nacional de China, de la que fue primer director durante siete años y ha llevado a Viena, Varsovia, Alemania, Rusia, China y con la Orquesta Filarmónica de Tokio en Japón.
4 de junio de 2010, Michel Plasson fue investido comandante de la legión de honor cuando estaba en China. Su hijo Emmanuel Plasson es también director de orquesta.
Michel Plasson estuvo muy ligado con la Orquesta y Coro Nacional del Capitolio de Toulouse desde 1968 hasta 2003 y ahora es su director honorario. Con esta orquesta, realizó las mejores grabaciones de las operetas conocidas de Jacques Offenbach, incluido Orphée aux enfers, La vie parisienne, La Périchole y La belle Hélene.

## Discografía seleccionada
Michel Plasson es un tradicionalista en el mejor sentido del término. Una ejecución clara, precisa, dinámica, equilibrada es más importante que la investigación o la expresión de un sentido más o menos imaginario. Más de un centenar de discos lo testimonian. Entre ellos se pueden destacar los siguientes:
Berlioz
- Chansons, con Rolando Villazón, Lauren Naouri, y Nicolas Rivenq.

Bizet
- L'Arlésienne - complete incidental music, con la Orchestre du Capitole de Toulouse.
- Carmen, con Angela Gheorghiu, Roberto Alagna, Thomas Hampson y Inva Mula.
- Les pêcheurs de perles, con Barbara Hendricks, John Aler y Gino Quilico.

Chabrier
- Orchestral Works (España (Chabrier), Suite pastorale, Joyeuse marche, extractos del Le roi malgré lui), con Barbara Hendricks (À la musique), Susan Mentzer (La Sulamite) y Pierre Del Vescovo (Larghetto).

Debussy
- Orchestral Works, Orchestre du Capitole de Toulouse.

Delibes
- Lakmé, con Natalie Dessay, Gregory Kunde, y José van Dam.

Duruflé
- Requiem, and other Religious Works, con Anne Sofie von Otter, Thomas Hampson y Marie-Claire Alain.

Fauré
- Orchestral Works, Orchestre du Capitole de Toulouse.

Gounod
- Faust, con Richard Leech, Cheryl Studer, José van Dam y Thomas Hampson.
- Mireille, con Mirella Freni, Alain Vanzo y José van Dam.
- Dos grabaciones de Roméo et Juliette, la primera con Alfredo Kraus, Catherine Malfitano, José Van Dam y Gino Quilico, la segunda con Angela Gheorghiu, Roberto Alagna, José van Dam y Simon Keenlyside.

Lalo
- Symphonie espagnole y Violin Concerto, con Augustin Dumay.

Landowski
- Montségur, con Karan Armstrong y Gino Quilico, 1987.

Magnard
- Four symphonies, and orchestral works (1983, 1988, 1990)
- Guercoeur, con José van Dam, Hildegard Behrens. Orchestre du Capitole de Toulouse, 1986.

Massenet
- Don Quichotte, con Teresa Berganza, José van Dam y Alain Fondary.
- Hérodiade, con Cheryl Studer, José van Dam, Thomas Hampson y Ben Heppner.
- Manon, con Ileana Cotrubaș, Alfredo Kraus, Gino Quilico y José Van Dam.
- Werther, con Alfredo Kraus, Tatiana Troyanos, y Matteo Manuguerra.

Offenbach
- La belle Hélène, con Jessye Norman, John Aler, Charles Burles, Jean-Philippe Lafont y Gabriel Bacquier.
- Orphée aux enfers, con Mady Mesplé, Jane Rhodes, Jane Berbié, Charles Burles y Michel Sénéchal.
- La Périchole, con Teresa Berganza, José Carreras y Gabriel Bacquier.
- La Vie parisienne, con Mady Mesplé y Régine Crespin.

Orff
- Carmina Burana, con Natalie Dessay, Thomas Hampson y Gérard Lesne.

Ravel
- Mélodies, con Teresa Berganza, Felicity Lott.

Verdi
- Jérusalem, con Alan Fondary, Verónica Villarroel, Carlo Colombara, Ivan Momirov, Federica Bragaglia, Giorgio Casciarri, Teatro Carlo Felice de Génova, Tdk DVD Video (2000)

## Puestos principales
| Chef principal, Orchestre national du Capitole de Toulouse |
| 1968–2003                                                  |

| Chef principal, Orchestre philharmonique de Dresde |
| 1994–2001                                          |

- Datos: Q960184
- Multimedia: Michel Plasson / Q960184